# Weekly Morning
Weekly Morning (週刊モーニング?, Shūkan Mōningu) è una rivista giapponese di manga per un pubblico seinen di Kōdansha nata nel 1982 come Comic Morning (コミックモーニング?, Komikku Mōningu).
La rivista è conosciuta anche col nome di Morning (モーニング?, Mōningu). Nel 2006 è iniziata anche la pubblicazione di Monthly Morning Two.
Negli anni novanta vi è stato anche un periodo in cui la rivista decise di dedicare spazio in molte delle sue pagine anche ad autori occidentali, tra cui anche italiani, come Vittorio Giardino, Giuseppe Palumbo, Marcello Iori, Igort. Nonostante i buoni risultati, però, si è deciso di abbandonare tale iniziativa dopo qualche tempo.

## Mangaka e manga pubblicati suWeekly Morning
- Risu Akizuki
  - OL Shinkaron
- Shunji Enomoto
  - Golden Lucky
  - Enomoto
- Toshiya Higashimoto
  - La nave di Teseo
- Takehiko Inoue
  - Vagabond
- Kaiji Kawaguchi
  - Chinmoku no Kantai
  - Zipang
- Makoto Kobayashi
  - What's Michael?
- Gō Nagai
  - Devilman Lady
- Miiko Nakasone
  - Hotel Hibiscus
- Mita Norifusa
  - Dragon Zakura
- Shuho Sato
  - Black Jack (basato sull'opera di Osamu Tezuka)
- Masashi Tanaka
  - Gon
- Kenji Tsuruta
  - Spirit of Wonder (serializzato anche nell'Afternoon)
- Makoto Yukimura
  - Planetes
- Fuyumi Sōryō
  - ES
  - Cesare - Il creatore che ha distrutto
- Konami Kanata
  - Chi's Sweet Home
- Chuya Koyama
  - Uchu kyodai - Fratelli nello spazio
- Kintetsu Yamada
  - Sudore & sapone - Ase to sekken